# 유유 (환상게임)
유유(누리코)는 《환상게임》에 등장하는 등장인물이다.

## 소개
유유(누리코)(일본어: 柳宿)/초 류연(일본어: 迢柳娟)
성우：사카모토 치카/타카야마 미나미(일본), 김나연(한국), 증패의(홍콩)
3월 10일생. 166cm. B형. 18세.
쌍둥이와 같이 용모가 비슷한 여동생(강림)이 죽은 후, 여장을 함으로써 여동생의 삶을 대신 살아감. 실제로는 남성이지만 마음만은 여자인, 괴력의 소유자.(미주와 처음 만났을 때에는 유성의 후궁으로 궁에 들어와 있었다.) 왼쪽 가슴에 〈유(柳)〉의 문자가 있다.
유성을 사모했기 때문에 유성의 사랑을 받는 미주를 괴롭힌 전적이 있다.
매사에 집착하지 않는 성격이므로 오해가 풀린 후에는 미주의 좋은 상담 상대가 되어 줌. 여성이 없는 주작 칠성사임에도, 미주가 거리낌 없이 대할 수 있는 칠성사이기도 하다.
여자로서 유성을 사랑했으나 후에 남자로서 미주를 사랑하게 되어, 그녀를 지키기 위해 그 자신의 긴 머리카락을 주저없이 잘라 버린다.
그 포용력이나 성격 등으로 독자로부터 높은 점수를 얻어 주인공인 유귀와 대등할 정도의 인기를 얻었다.
전투시엔 자신의 괴력을 사용. 자기보다 여러 배 더 큰 바위도 가볍게 들어 올릴 수 있다.
태일군으로부터는 팔찌를 내려 받아, 유사시엔 팔찌의 모양이 변화하여 힘을 증폭시킨다.
현무의 신좌보를 찾으러 갔을 때, 유미와의 전투 끝에 사망한다.